# Lysimachia kwangtungensis
Lysimachia kwangtungensis là một loài thực vật có hoa trong họ Anh thảo. Loài này được (Hand.-Mazz.) C.M. Hu mô tả khoa học đầu tiên năm 1994.